# Felix Hausdorff

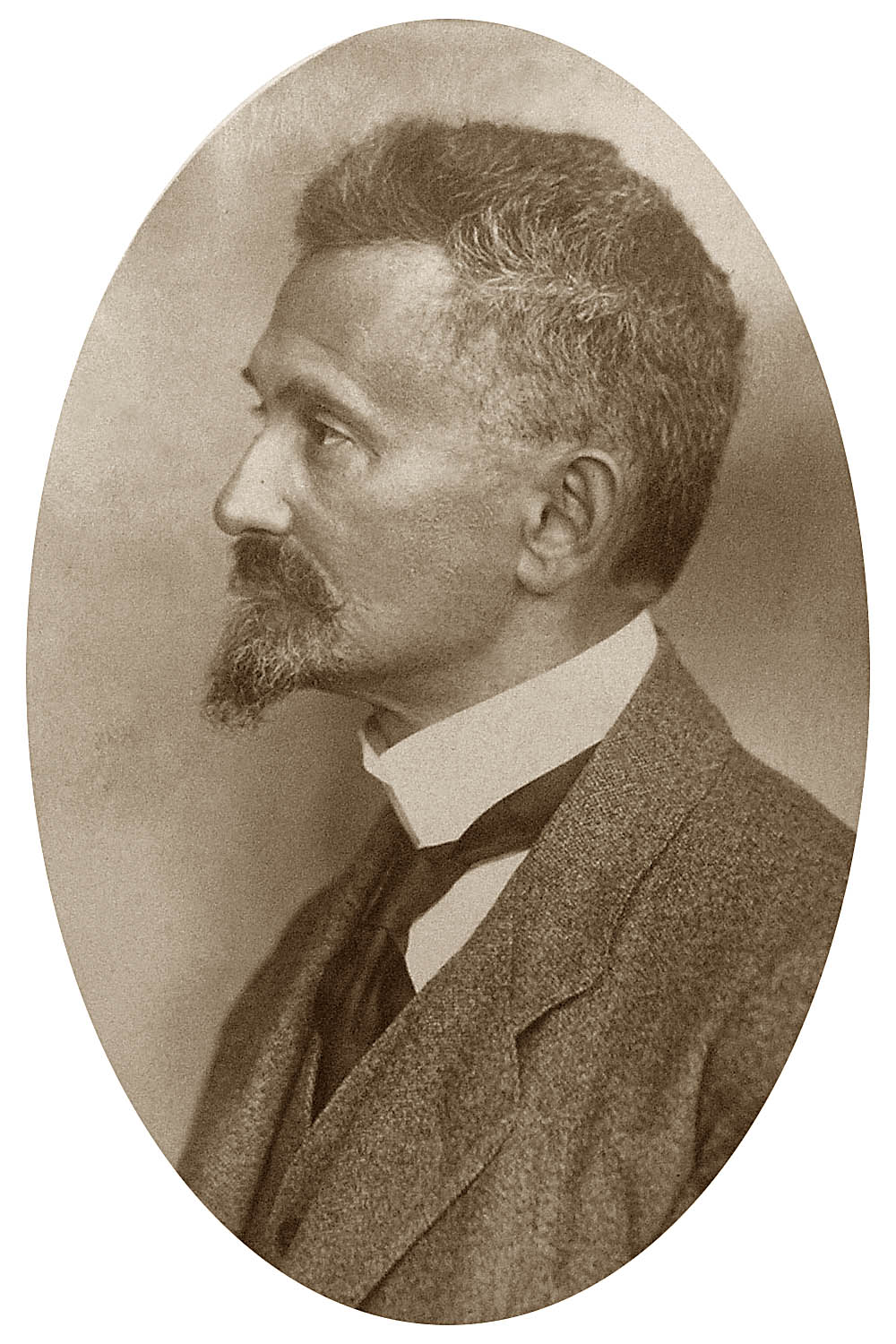
Felix Hausdorff

Felix Hausdorff (Breslau, 8 november 1868 – Bonn, 26 januari 1942) was een Duitse wiskundige. Hausdorff wordt gezien als een van de stichters van de moderne topologie. Ook heeft hij een grote bijdrage geleverd aan de verzamelingenleer en de functionaalanalyse. In het bijzonder bestudeerde hij partieel geordende verzamelingen en de naar hem vernoemde hausdorff-ruimten.

## Leven
Hausdorff studeerde aan de Universiteit van Leipzig, waar hij in 1891 promoveerde. Daarna was hij daar tot 1910 docent wiskunde. In dat jaar werd hij benoemd tot hoogleraar in de wiskunde aan de Universiteit van Bonn. Van 1913 tot 1921 was hij hoogleraar aan de Universiteit van Greifswald, waarna hij weer naar Bonn terugkeerde. Hausdorff had een joodse achtergrond. Toen de nazi's in 1933 aan de macht kwamen dacht Hausdorff aanvankelijk dat hij, als gerespecteerd universitair hoogleraar, niet zou worden vervolgd. Zijn abstracte wiskunde werd echter in 1936 als "Joods", "on-Duits" en "nutteloos" veroordeeld, waarna hij zijn positie verloor en niet meer in Duitse tijdschriften mocht publiceren. Desondanks bleef hij zich actief met wiskunde-onderzoek bezighouden. Hij publiceerde bijvoorbeeld in het Poolse tijdschrift, Fundamenta Mathematicae. Na de Kristallnacht in 1938 raakte hij steeds meer geïsoleerd. Toen hij ten slotte in 1942 niet langer meer kon voorkomen dat hij naar een concentratiekamp zou worden gezonden, pleegde Hausdorff op 26 januari 1942 samen met zijn vrouw en zijn schoonzuster zelfmoord. Hij ligt begraven op de Poppelsdorfer begraafplaats in Bonn.

## Werken
Hausdorff was de eerste die een veralgemening opstelde van de continuümhypothese van Cantor; zijn aleph-hypothese, die in 1908 door hem in zijn artikel, "Grundzüge einer Theorie der geordneten Mengen" werd opgesteld, is equivalent aan wat nu de Algemene Continuümhypothese GCH wordt genoemd.
Toen hij in 1909 partieel geordende verzamelingen van reële rijen bestudeerde, formuleerde hij wat nu bekendstaat als het Hausdorffse maximumprincipe. Hij was de eerste die een maximumprincipe in de algebra toepaste.
In zijn klassieke tekst uit 1914, "Grundzüge der Mengenlehre", definieerde en bestudeerde hij partieel geordende verzamelingen, waarbij hij gebruik maakte van het keuzeaxioma. Hij bewees dat een partieel geordende verzameling een maximale lineair geordende deelverzameling heeft. In hetzelfde boek axiomatiseerde hij het topologische concept van de omgeving en introduceerde hij de topologische ruimten die nu naar hem hausdorff-ruimten genoemd worden.
Ook in 1914 gaf Hausdorff, gebruikmakend van het keuzeaxioma, een "paradoxale" opsplitsing van de cirkelschijf als de disjuncte vereniging van vier verzamelingen A, B, C, en Q, waarvan Q aftelbaar is en de verzamelingen A, B, C en B∪C paarsgewijs congruent zijn. Deze hausdorff-paradox was later inspiratie voor de banach-tarskiparadox, de paradoxale decompositie van de driedimensionale bol.
Ook introduceerde hij de begrippen die nu hausdorff-maat en hausdorff-dimensie worden genoemd. Beide concepten hebben hun nut bewezen in de theorie van de fractalen. In de analyse ten slotte loste hij het hausdorff-momentprobleem op.
Hausdorff heeft onder het pseudoniem, "Paul Mongré" ook een aantal filosofische en literaire werken gepubliceerd. "Paul Mongré" publiceerde boeken en artikelen over de filosoof Friedrich Nietzsche, alsmede een aantal recensies van contemporaine literataire werken en drama's. Mongré-Hausdorff publiceerde ook een satirisch toneelstuk, dat in meer dan tien Duitse steden werd opgevoerd. Bij zijn pogingen Nietzsches doctrine van "de eeuwige terugkeer van hetzelfde" te weerleggen, kwam Hausdorff op het spoor van Cantors verzamelingenleer, die Hausdorff de juiste richting deden inslaan op weg naar zijn verzameling-theoretische ontdekkingen. Hausdorffs Nietzscheaanse filosofische geschriften zijn verschenen in deel VII van zijn verzamelde werken.